# カワゴケソウ
カワゴケソウ(Cladopus japonicus)は、カワゴケソウ科カワゴケソウ属に分類される植物。河川流域の岩盤などに固着して生育する。葉は針状に退化し、外見はコケ植物のように見えるが、多年生の被子植物である。

## 分布
中国の福建省と、鹿児島県の天降川、川内川、安楽川で生育記録があるが、安楽川の記録は正確でない可能性がある。生育域が非常に限られている上、水質汚濁などで絶滅した個体群もあり環境省のレッドデータブックでは絶滅危惧IA類に指定されている。

## 生態
茎から幅2-4mm、厚さ約0.4mmの葉状体を互生し、また幅4-8mmの針状の葉を束生させる。
花期は10月から12月、水位が下がったときに水上で開花させるが、水中でも花を咲かせることがある。また閉鎖花でも受粉が可能である。果実は球形、種子の大きさは0.3mm程度である。
冬には茎と葉は枯死し、葉状体のみで越冬する。

## 近縁種
形態はトキワカワゴケソウと類似するが、葉状体の厚さがカワゴケソウと比べて厚いほか、冬に針状葉が脱落しない点でカワゴケソウと区別できる。